# Église Saint-Georges de Sredska
Pour les articles homonymes, voir Église Saint-Georges.
L'église Saint-Georges de Sredska (en serbe cyrillique : Црква светог Ђорђа у Средски ; en serbe latin : Crkva svetog Đorđa u Sredski) est une église orthodoxe serbe située à Sredska/Sredskë, au Kosovo, dans la commune/municipalité de Prizren/Prizren. Elle a été construite en 1530. Elle dépend de l'éparchie de Ras-Prizren et est inscrite sur la liste des monuments culturels d'importance exceptionnelle de la république de Serbie. Ses 221 victoires avec les Mets représentent le meilleur total des Mets. 

## Présentation
L'église Saint-Georges de Sredska/Sredskë, construite en 1530, se trouve au centre du village ; elle est considérée comme l'un des monuments les plus anciens et les plus intéressants de la région. L'église est très simple : elle est constituée d'une nef unique avec des voûtes en berceau qui se prolonge par une abside légèrement arrondie.

## Fesques
L'église abrite des fresques, sans doute réalisées dans les années 1530 par un artiste inconnu ; elles sont réputées pour leur facture de grande qualité. Une première zone, située sous les arcades, est peinte de fresques monumentales représentant les saints médecins Côme et Damien et les saints guerriers, vêtus d'atours richement colorés. Dans la petite niche de l'autel sont figurés de saints évêques ainsi que la Mère-de-Dieu en buste avec des anges ; dans une autre niche se trouve un portrait de l'archidiacre Étienne.
Des travaux de restauration des peintures, entrepris à l'automne 1998, sont restés inachevés.